# Lepidonotus aeololepis
Lepidonotus aeololepis är en ringmaskart som beskrevs av William Aitcheson Haswell 1883. Lepidonotus aeololepis ingår i släktet Lepidonotus och familjen Polynoidae. Inga underarter finns listade i Catalogue of Life.